# Jan Wąsicki (fizyk)
Jan Wojciech Wąsicki (ur. 1952) – polski fizyk, profesor nauk fizycznych, specjalizuje się w fizyce doświadczalnej, radiospektroskopii i w rozpraszaniu neutronów, nauczyciel akademicki Uniwersytetu im. Adama Mickiewicza w Poznaniu.

## Życiorys
Studia z fizyki ukończył na poznańskim UAM, gdzie następnie został zatrudniony i zdobywał kolejne awanse akademickie. Habilitował się w 1992 na podstawie oceny dorobku naukowego i rozprawy o tytule Dynamika molekularna kryształów rodziny polifenyli. Tytuł naukowy profesora nauk fizycznych został mu nadany w 2003 roku.
Na macierzystym Wydziale Fizyki UAM pracuje jako profesor zwyczajny i - od 1996 - kierownik w Zakładzie Radiospektroskopii. Prowadzi zajęcia z fizyki jądrowej i cząstek elementarnych. W pracy badawczej zajmuje się m.in. strukturą, dynamiką i przejściami fazowymi określanymi za pomocą spektroskopii magnetycznego rezonansu jądrowego oraz dynamiką molekularną.
Jest członkiem Polskiego Towarzystwa Fizycznego. Autor pracy Temperaturowa zależność barier reorientacyjnych molekuł P-trójfenylu (wyd. 1982), redaktor opracowania Wysokociśnieniowe badania związków molekularnych (Wydawnictwo Naukowe UAM 2001, ISBN 83-232-1101-9) oraz współautor podręcznika Wprowadzenie do neutronowych metod badania fazy skondensowanej materii (wraz z A. Belushkinem, wyd. 2013, ISBN 978-83-232-2508-9). Swoje prace publikował m.in. w "Molecular Physics", "The Journal of Physical Chemistry" oraz "Journal of Chemical Physics". Zasiada w radzie naukowej poznańskiego Centrum NanoBioMedycznego.